# Panaxia paradoxa
Panaxia paradoxa là một loài bướm đêm thuộc phân họ Arctiinae, họ Erebidae.